# 和の思想
和の思想（わのしそう）、あるいは、和の精神（わのせいしん）、和の心（わのこころ）とは、一部の（保守的な）知識人・評論家・思想家らが日本の精神文化・社会特性を説明するときに用いる用語、およびその用語を用いた日本の文化に関するナラティブ（日本人論）の一つである。「日本民族の精神文化の本質は、個の自律を重視する精神文化ではなく、集団の秩序と安寧、また礼儀と作法を重視した精神文化である。」といったものである。

## 概要
日本人論として、「日本人は個性や自由より秩序や安寧を重視する」「日本人は和の心・精神を持っている優れた民族であり、秩序や安寧を乱すような個性や自由は許されない」と主張し、集団の和を主張にすることがある。逆にそれを批判する人々が「遅れた日本民族の本質」とし、「欧米ではありえない集団主義」「アジア的停滞」と対比させるという形で、この種の言動を唱えることもある。
また、同様の概念をアジア（ヨーロッパを除くユーラシア大陸）の諸文化にも波及させ、「本質的に集団主義文化の遅れたアジア」と、「本質的に個人主義文化の優れた欧米」という言説がなされることもある。
「同調圧力」として特にこの風潮自体は日本に限られたものではない。「和の思想論」に対しても、他の日本人論と同様に、日本民族の文化と述べたとき、その“日本民族”とはいつの時代の、どの地域の、どの階層に属する“日本民族”なのかを無視しているのではないかという批判や、サンプルを恣意的に選別し、日本民族の“本質”を述べているのではないかという批判、さらに“個性重視の欧米”の実態如何についての疑問などが提示されている。
アメリカ国務省日本部長ケヴィン・メア（元・沖縄領事）は「日本人は和の文化を強請りの手段に使う」と発言した（2010年12月3日、研修旅行に出るアメリカン大学の学生対象に国務省で行った講義）。
中華人民共和国では、2004年から「和諧社会」が理念として提唱され、2012年からは「和諧」を含む24字12熟語が社会主義核心価値観として打ち出されて、社会スローガンとなっている。

## 歴史的材料

### 十七条憲法
7世紀初頭に成立したとされる十七条憲法では、第一条と第十条、第十七条にそれぞれ協調の精神が謳われている。なかでも第一条の冒頭「和を以て貴しと為し」は非常によく知られており、十七条憲法を作ったとされる聖徳太子や、その思想性によって支えられている天皇（天皇制）・国体（皇国）に対する信仰心とも相まって、日本人の間における「和」概念の普及・浸透に多大な影響を及ぼし続けている。ちなみに第十条では「人それぞれ考えに相違があるので、他人と考えが相違しても怒らない」こと、第十七条では「独断に陥らず、他者とよく議論をする」ことが、述べられている。

#### 儒教
十七条憲法は、儒教思想と仏教思想が混合する形で成立しているが、第一条に見られる「和」概念の直接の由来は、儒教にあると考えられる。
『論語』の第一篇である「学而」の12節には、十七条憲法第一条の直接の典拠と考えられる以下の文がある。
また、『論語』の第十三篇である「子路」の23節では以下のような文が見られる。
また、『孟子』の「公孫丑」篇では、俗に「天の時、地の利、人の和」と短くまとめられて言及される、三才（天地人）についての以下の文が見られる。
このように元来、「和」の概念は儒教においても一定程度の重要な地位を占める概念であった。そして、これが十七条憲法の冒頭に持って来られた背景には、当時の「崇仏論争・崇仏戦争」などと呼ばれるような内紛的事態の影響があったと考えられる。

##### 礼儀・上下関係・敬語
また、儒教に由来する「礼儀」意識、特に年齢（長・幼/先輩・後輩）や立場（上司・部下）に基づく「上下関係」意識や、それを言語的に表現する「敬語」使用に対する意識などは、現代においてもなお日本人（や韓国人・朝鮮人）に「集団主義的な秩序意識・同調圧力」を浸透・機能させるための主たる手段となっており、「和」の思想と不可分な関係にある。

#### 仏教・神道
十七条憲法は、第二条で仏教の「三宝（仏・法・僧）」を敬うよう命じるなど、仏教思想も色濃く反映されており、また聖徳太子自身も四天王寺・法隆寺・三経義疏などとの関連で「日本仏教」の始祖の一人ともされており、また更に仏教思想自体も実際調和を重視する平和思想ということもあり、「和の思想」が仏教と結び付けられて語られることも多い。
また、そんな仏教と神仏習合を通して混淆してきた歴史がある神道も、「八百万の神」概念が寛容性を示す概念として提示されつつ、「和の思想」と結び付けられて論じられることが多い。

### 大和
古来、日本は「倭」（わ、やまと）の名・表記を自称に用いていたが、7世紀頃から国号を「日本」へと改め、また旧来の呼称である「わ、やまと」の漢字表記として、「和、大和」の表記を用いるようになっていった。その背景には、当然上記した十七条憲法にも現れているような、当時の朝廷の意向・思想があったことは言うまでもない。
そしてその後も、「和魂漢才」「和魂洋才」「和字」「和歌」「和書・和装本」「和服・和装」「和食・和菓子」「和風・和様」「和様建築」「漢和辞典・英和辞典・和訳」「大和民族」「大和魂・大和心」といったように、今日に至るまで、「大和（和）」は「日本（日）」と並ぶ自称として日本人に併用され続けている。
このように、「和」という文字が自称として用いられるようになったことも、「和」という概念・思想性が日本人の間に普及・浸透し、それをアイデンティティ・拠り所とする日本人を今なお一定数生み出し続ける要因となっている。